# Gåxsjö
Gåxsjö är kyrkbyn i Gåxsjö socken i Strömsunds kommun, Jämtlands län. Byn ligger vid sjön Gåxsjön, 310 meter över havet. Gåxsjö grundades kring sekelskiftet 1400, och i byn ligger Gåxsjö kyrka.